# The SpongeBob Movie: Sponge Out of Water
The SpongeBob Movie: Sponge Out of Water (prt: SpongeBob: Esponja Fora de Água; bra: Bob Esponja - Um Herói Fora D'Água) é um filme americano de 2015 do gênero comédia que mistura o uso de live-action e animação, baseado na série de televisão da Nickelodeon; SpongeBob SquarePants. É a sequência do filme The SpongeBob SquarePants Movie, lançado em 2004, e dirigido por Stephen Hillenburg, que agora foi o criador da história e entregou a direção a Paul Tibbitt (em sua estreia na direção de longa-metragens). Tem no elenco as vozes de Tom Kenny, Bill Fagerbakke, Clancy Brown, Rodger Bumpass, Carolyn Lawrence e Mr. Lawrence que voltaram para dublar os personagens e com a participação em live-action de Antonio Banderas e Slash. Matt Berry coestrela como Bolha, o golfinho do futuro.

## Produção

### Desenvolvimento
Após o lançamento de The SpongeBob SquarePants Movie em 2004, a produtora Julia Pistor afirmou que uma sequência do filme era improvável, apesar de seu sucesso nas bilheterias. Em uma entrevista de 2009 com a Digital Spy, o ex-escritor e produtor executivo de Bob Esponja, Paul Tibbitt, foi questionado sobre a possibilidade de uma sequência; ele disse: "Eu acho que eles estão falando sobre fazer isso, mas eu não me inscrevi para nada. Nós apenas sentimos que contamos tantas histórias, e Bob Esponja existe tão bem neste formato curto de 11 minutos.". Ele também afirmou que fazer outro filme seria "um grande desafio". No entanto, Tibbitt disse que uma sequência não é impossível, dizendo "Eu não diria não, mas não sei se haverá outra". Em 2010, a Nickelodeon estaria se aproximando das equipes do programa para fazer outra adaptação cinematográfica. O canal há muito queria fazer parceria com a Paramount Pictures para lançar outro filme de Bob Esponja Calça Quadrada para ajudar a revigorar as classificações em declínio da série. O desacordo interno atrasou as colaborações.
Em 4 de março de 2011, o Los Angeles Times informou que a Paramount tinha "outro filme de Bob Esponja" em desenvolvimento. Em julho do mesmo ano, a Paramount formou sua nova unidade de animação, a Paramount Animation, na esteira do sucesso comercial e crítico do filme de animação digital Rango (2011) e a saída da DreamWorks Animation após a conclusão de seu contrato de distribuição em 2012. Philippe Dauman, ex-presidente e CEO da Paramount e da empresa-mãe da Nickelodeon, Viacom, anunciou oficialmente em 28 de fevereiro de 2012, que uma sequência estava em desenvolvimento e deveria ser lançada em 2014, dizendo; "Vamos lançar um filme de Bob Esponja no final de 2014". Dauman disse que o novo filme "servirá para começar ou ser um de nossos filmes que inicia nosso novo estúdio de animação". A Nickelodeon esperava que o filme se saísse muito melhor nas bilheterias internacionais do que o filme de 2004, considerando o alcance cada vez mais global do canal. Dauman disse: "Isso continuará a impulsionar Bob Esponja internacionalmente".
A produção foi anunciada em 16 de agosto de 2012, sob o título The SpongeBob SquarePants Movie 2, que algumas publicações comerciais começaram a se referir como SpongeBob SquarePants 2. O produtor executivo do filme é o criador da série Stephen Hillenburg, que deixou seu papel como showrunner da série em 2004 após o lançamento do filme original. Ele não mais escrevia ou dirigia a série no dia-a-dia, mas revisava episódios e dava sugestões.

### Escalação do elenco
O elenco principal da série de televisão reprisou seus papéis para The SpongeBob Movie: Sponge Out of Water. Em agosto de 2013, os diretores de elenco da Marty Siu Casting começaram a fazer chamadas para os figurantes para as cenas em live-action. Em 21 de setembro de 2013, foi relatado que o ator espanhol Antonio Banderas havia sido escalado para um papel live-action como Burger Beard, o pirata.

### Animação
As sequências animadas em 2D desenhadas à mão para The SpongeBob Movie: Sponge Out of Water foram feitas na Coreia do Sul pela Rough Draft Korea. Assim como seu antecessor, o filme combina animação tradicional com live-action, e também usou imagens geradas por computador (CGI), que foram feitas pela Iloura VFX em Melbourne, Austrália, para renderizar os personagens. em 3D.
Em uma prévia de 2012 dos próximos filmes da Paramount, The SpongeBob Movie: Sponge Out of Water foi exibido como um "filme 3D" com "animação semelhante a CGI". Após o lançamento de SpongeBob SquarePants 4-D: The Great Jelly Rescue (2013), um curta-metragem 3D que foi lançado no Nickelodeon Suites Resort Orlando, os executivos falaram sobre continuar o uso de 3D no filme.
The SpongeBob Movie: Sponge Out of Water contém uma sequência em stop-motion que foi animada por Screen Novelties; a empresa já havia produzido uma cena de Claymation para o primeiro filme de Bob Esponja Calça Quadrada, a abertura de mídia mista do episódio de televisão "Truth or Square" e o especial em stop-motion It's a SpongeBob Christmas!.
Em março de 2014, a Paramount exibiu cenas em live-action do filme durante o evento CinemaCon da National Association of Theatre Owners. Sites de notícias informam que o filme seria animado em CGI; um membro da equipe do Internet Movie Database comentou; "Quando a Paramount anunciou que haveria um novo filme de Bob Esponja Calça Quadrada, a suposição era de que seria animado (como todas as outras encarnações de Bob Esponja). - A apresentação sugeriu outra coisa, isso deu a entender que seria uma mistura de live-action com animação semelhante a Alvin e os Esquilos (2007), Zé Colmeia - O Filme (2010), Os Smurfs (2011), etc.". Em um artigo publicado pela ComingSoon.net, o autor Edward Douglas disse que as cenas em CGI do filme pareciam "estranhas". Philippe Dauman disse que os elementos CGI destinam-se a "atualizar e dar outro impulso" aos personagens.

### Filmagens
The SpongeBob Movie: Sponge Out of Water inclui cenas em live-action que foram dirigidas por Mike Mitchell. As filmagens começaram em 30 de setembro de 2013 e terminaram em 5 de novembro do mesmo ano. As filmagens foram feitas em vários locais em Savannah e Tybee Island; ambas estão na Geórgia. Em 11 de julho de 2013, o Savannah Film Office anunciou a filmagem de cenas em Savannah por 40 dias. Will Hammargren, especialista em locações do Savannah Film Office, disse que o filme deve contribuir com US$ 8 milhões para a economia da cidade, incluindo reservas de hotéis de pelo menos 5.600 diárias.
Em 30 de setembro de 2013, o início das filmagens da produção foi interrompido pela demissão do diretor de serviços cinematográficos Jay Self. De acordo com um memorando de Joe Shearouse, chefe do departamento de serviços de lazer de Savannah, Self foi demitido por sua "falha em planejar e gerenciar adequadamente os arranjos para o filme". O memorando acusou Self de falhas em torno das filmagens e também citou reclamações de moradores de Savannah. Outro motivo relatado para a demissão de Self foi um desacordo entre a Paramount e o Savannah Film Office sobre o processo de negociação de compensação para empresas locais com a Paramount para cobrir perdas comerciais durante as filmagens.
Para preparar o local de filmagem no centro de Savannah, a equipe de filmagem pintou vitrines ao longo da Broughton Street para se assemelhar a uma comunidade costeira chamada "Salty Shoals". O Jen Library and Trustees Theatre da Savannah College of Art and Design foi convertido em um museu marítimo. Em agosto de 2013, a Paramount abordou a SCAD para usar a Biblioteca Jen para uma cena. O departamento de arte do estúdio transformou o edifício; permaneceu aberto aos alunos durante as filmagens. Self disse: "As mudanças são temporárias com todos os edifícios programados para serem restaurados às suas cores originais após a conclusão das filmagens".
As filmagens no centro de Savannah começaram em 9 de outubro; partes da Broughton Street foram fechadas até 18 de outubro. Antonio Banderas foi filmado em um navio pirata com rodas para uma cena de perseguição de carro. Em um ponto, um membro da equipe de filmagem causou um acidente que danificou um prédio no centro da cidade e uma mulher foi levada para um hospital.
As filmagens na cidade terminaram em 18 de outubro, quando também foi realizado um sorteio; os prêmios incluíram uma festa com tema de Bob Esponja, bicicletas, férias, jantar em um bistrô local, certificados de presente e uma televisão de 60 polegadas (1,5 m). A produção recebeu respostas mistas de empresas localizadas em áreas de filmagem. As empresas estavam preocupadas em filmar em outubro porque esse mês é "um grande mês para os comerciantes ao longo da Broughton". Alguns comerciantes sugeriram filmar em fevereiro, julho ou agosto.
As filmagens foram retomadas em 21 de outubro em Tybee Island. Os produtores foram autorizados a filmar na ilha após reuniões realizadas na prefeitura local; empresas e moradores levantaram preocupações sobre os possíveis efeitos das filmagens e sobre a segurança das tartarugas marinhas. O músico Slash, um membro da banda Guns N' Roses, foi visto no set de Tybee Pier, embora ele não apareça no filme final. A equipe de filmagem mais tarde mudou-se para Strand Avenue, onde filmou uma cena de perseguição com figurantes andando de bicicleta.

## Música
Foi anunciado que Pharrell Williams com sua banda N.E.R.D escreveria uma música, intitulada "Squeeze Me", para o filme. Um EP de cinco músicas foi lançado digitalmente em 27 de janeiro de 2015.
A trilha sonora do filme foi por John Debney.

### Música do filme
| Título                   | Artista                                   | Duração |
| ------------------------ | ----------------------------------------- | ------- |
| "Squeeze Me"             | NERD                                      | 02:34   |
| "Patrick Star"           | NERD                                      | 01:46   |
| "Sandy Squirrel"         | NERD                                      | 03:01   |
| "Team Work"              | Tom Kenny e Mr. Lawrence                  | 01:07   |
| "Thank Gosh It's Monday" | Tom Kenny, Bill Fagerbakke e Clancy Brown | 02:40   |

Duração: 10:28

### Trilha sonora
1. "Burger Beard on Island" - 03:09
2. "Burger Beard Starts to Read Story" - 00:35
3. "Plankton Attack / Tank Defeat / Giant Robot / Trying to Steal Formula" - 04:37
4. "Torturing Plankton / Refund" - 03:18
5. "Escaping in a Bubble" - 02:33
6. "The End / Get Him" - 05:06
7. "Going to Sleep / Inside SpongeBob's Brain" - 02:09
8. "Getting the Key / Plankton Rescues Karen" - 01:53
9. "Intro Bubbles" - 02:08
10. "Stealing Formula Back / Pirate Ship and Food Truck" - 02:53
11. "My Very Own Food Truck / Sandy Proposes Sacrifice" - 01:49
12. "Bubbles to the Rescue / Beach Search for Krabby Patties" - 03:56
13. "Beachfront Antics / Bike Path Encounters / Home of the Krabby Patty" - 02:54
14. "Story Rewrites / Invincibubble" - 02:50
15. "Chasing Burger Beard / Team Worked" - 04:04
16. "Not So Fast Burger Beard / Plank-Ton / Real Teamwork" - 05:54

## Lançamento

### Marketing
Em março de 2012, em relação aos produtos de consumo para The SpongeBob Movie: Sponge Out of Water, Dauman declarou: "Este será um filme da marca Nickelodeon. Nós licenciaremos os brinquedos, mas nós os possuímos.". Em 10 de junho de 2014, o primeiro pôster do filme foi lançado, juntamente com o anúncio de seu título. O pôster é uma referência aos anúncios de protetor solar Coppertone da década de 1950, nos quais um cachorro é visto puxando a parte de baixo de um biquíni de uma garota loira.
Na San Diego Comic-Con realizada em 25 de julho de 2014, a Paramount Pictures divulgou a primeira filmagem do filme com Tom Kenny, dublador de Bob Esponja, apresentando o painel. Em 31 de julho de 2014, o trailer do filme foi lançado.

### Lançamento nos cinemas
The SpongeBob Movie: Sponge Out of Water foi originalmente planejado para ser lançado em 2014 para comemorar o 10º aniversário do primeiro filme. Em 1 de agosto de 2013, no entanto, em um artigo do The Hollywood Reporter, a Paramount Pictures anunciou que o filme teria seu lançamento oficial nos cinemas em 13 de fevereiro de 2015 na América do Norte para evitar a concorrência com As Tartarugas Ninjas, outro filme da Nickelodeon. Em 5 de junho de 2014, a data de lançamento do filme foi adiantada para 6 de fevereiro de 2015, a fim de evitar a concorrência com Kingsman: The Secret Service, da 20th Century Fox e Cinquenta Tons de Cinza, da Universal Pictures, que estrearam na semana seguinte. O filme estreou em 28 de janeiro de 2015, na Bélgica e na Holanda, e em 30 de janeiro de 2015, na Islândia, México e Taiwan.

#### Versão em irlandês
Em 24 de fevereiro de 2015, foi anunciado que a Paramount Pictures, em parceria com a emissora de televisão irlandesa TG4, lançaria o filme no idioma irlandês juntamente com o lançamento em inglês; foi o primeiro lançamento em língua irlandesa de um grande estúdio de cinema. A versão irlandesa do filme, intitulada SpongeBob – An Scannán: Spúinse as Uisce, estreou em 27 de março de 2015, na Irlanda.
O filme foi lançado nos cinemas em 5 de fevereiro de 2015 no Brasil, e 12 de fevereiro de 2015 em Portugal.

### Home media
The SpongeBob Movie: Sponge Out of Water foi lançado em Digital HD em 19 de maio de 2015 e foi lançado em DVD e Blu-ray (2D e 3D) em 2 de junho de 2015 nos Estados Unidos.

## Recepção

### Bilheteria
The SpongeBob Movie: Sponge Out of Water arrecadou US$ 162,9 milhões na América do Norte e US$ 162,1 milhões em outros territórios; com um total mundial de US$ 325,1 milhões contra um orçamento de US$ 74 milhões. Ele superou o primeiro filme de Bob Esponja, que fez US$ 140,2 milhões em todo o mundo, e é o segundo filme de maior bilheteria baseado em um programa de televisão animado, atrás de The Simpsons Movie (US$ 527,1 milhões). O Deadline Hollywood calculou o lucro líquido do filme em US$ 99,8 milhões.

#### América do Norte
The SpongeBob Movie: Sponge Out of Water foi originalmente esperado para arrecadar cerca de US$ 35 milhões em seu fim de semana de estreia; no entanto, superou as expectativas em seu dia de abertura. Em seu fim de semana de estreia o filme arrecadou US$ 55,4 milhões, exibido em 3.641 cinemas, com uma média de US$ 15.206 por sala, e terminou em primeiro lugar nas bilheterias, superando American Sniper, que arrecadou US$ 23,3 milhões, marcando a primeira vez em quatro semanas um filme diferente de American Sniper foi o filme de maior bilheteria. Em seu segundo fim de semana, The SpongeBob Movie: Sponge Out of Water arrecadou US$ 31,4 milhões, marcando um declínio de 43,2% e caindo para o número três, superado por Cinquenta Tons de Cinza e Kingsman: The Secret Service. Em seu terceiro fim de semana, o filme ficou em terceiro lugar, arrecadando US$ 16,5 milhões. Em seu quarto fim de semana, o filme foi o número três novamente, com US$ 10,8 milhões.

#### Outros territórios
Em cinco territórios, The SpongeBob Movie: Sponge Out of Water foi lançado para o fim de semana de três dias de 30 de janeiro de 2015 – uma semana antes do lançamento na América do Norte – e arrecadou US$ 8 milhões, dos quais US$ 6,7 milhões vieram de uma forte estreia no México. Em seu segundo fim de semana de 6 de fevereiro de 2015, o filme arrecadou US$ 16,2 milhões, sendo exibido nos cinemas em 25 mercados. O filme estreou em primeiro lugar no Brasil e na Espanha, arrecadando US$ 4,6 milhões e US$ 1,9 milhão, respectivamente. Ele também permaneceu em primeiro lugar no México, ganhando US$ 2,4 milhões.

### Crítica especializada
No site agregador de críticas Rotten Tomatoes, The SpongeBob Movie: Sponge Out of Water o filme tem uma aprovação de 81% com base em 103 críticas, com uma classificação média de 6,5/10. O consenso crítico do site diz; "The SpongeBob Movie: Sponge Out of Water não vai conquistar muitos espectadores que não são fãs da série, mas para os convertidos, é outra explosão colorida de diversão maníaca.". No Metacritic, o filme recebeu uma pontuação de 62 em 100, com base em 27 críticas, indicando "críticas geralmente favoráveis". De acordo com o CinemaScore, o público deu ao filme uma nota "B" em uma escala de A+ a F.
Elizabeth Weitzman, do New York Daily News, deu ao filme The SpongeBob Movie: Sponge Out of Water quatro estrelas de cinco, dizendo; "O espírito da série permanece verdadeiro: piadas alegremente aleatórias, referências de piscar e você sentirá falta e, acima de tudo, uma veia boba e teimosamente sentimental que apenas o cínico mais ranzinza poderia descartar". Colin Covert, do Star Tribune, deu ao filme três estrelas de cinco, dizendo que "tece um feitiço bobo - e muitas vezes engraçado. É um pequeno filme B desconexo que se desenrola de forma bastante divertida". Jen Chaney, do The Washington Post, deu ao filme duas estrelas de quatro, dizendo; "Há algo sobre este projeto que, apesar de verificar todas as caixas de enredo e sensibilidade necessárias, não transmite como um trabalho orgânico de Bob Esponja".
Nicolas Rapold, do The New York Times, deu ao filme uma crítica positiva, dizendo; "Embora menos fluido e fresco do que seu antecessor de 2004, o novo filme exibe uma escrita maluca e puro brio para confirmar a resistência de seus personagens duradouros e habilmente dublados". Gwen Ihnat, do The A.V. Club, deu ao filme um B+, dizendo; “Os efeitos visuais e as piadas rápidas e furiosas se combinam para o mais raro dos lançamentos: um que pais e filhos podem desfrutar (assim como o programa), deixando os espectadores de qualquer idade esperando que o próximo filme do Bob Esponja não espere uma década inteira”.
Claudia Puig, do USA Today, deu ao filme duas estrelas em quatro, dizendo; "Os elementos em live-action - principalmente na pessoa de Antonio Banderas como o pirata mal-humorado Burger Beard, que passa a maior parte do tempo abordando um bando de gaivotas - não combinam perfeitamente com as sequências animadas. Quase parece dois filmes estranhamente fundidos. juntos.". John Semley, do The Globe and Mail, deu ao filme The SpongeBob Movie: Sponge Out of Water duas estrelas e meia de quatro, dizendo que "na maioria das vezes acerta o que sempre fez o personagem, e seu mundo subaquático colorido, tão cativante: a inocência abundante, a bem-vinda falta de cinismo e a estupidez total". Christy Lemire, do RogerEbert.com, deu ao filme duas estrelas e meia de quatro, dizendo que "permanece fiel ao surrealismo de suas raízes animadas na televisão. Mas também tenta forçar um elemento em live-action que não é tão confortável quanto um certo par de calças simétricas.".

### Prêmios
| Lista de prêmios e indicações               | Lista de prêmios e indicações            | Lista de prêmios e indicações                                           | Lista de prêmios e indicações |
| Prêmio                                      | Categoria                                | Destinatário(s) e nomeado(s)                                            | Resultado                     |
| ------------------------------------------- | ---------------------------------------- | ----------------------------------------------------------------------- | ----------------------------- |
| Nickelodeon Kids' Choice Awards             | Filme de animação favorito               | Paul Tibbitt                                                            | Indicado                      |
| Nickelodeon México Kids' Choice Awards      | Filme favorito                           | The SpongeBob Movie: Sponge Out of Water                                | Indicado                      |
| Prêmios da Academia Britânica para Crianças | BAFTA Kids' Vote - Longa-Metragem        | The SpongeBob Movie: Sponge Out of Water                                | Indicado                      |
| 43º Prêmios Annie                           | Efeitos animados em uma produção animada | Brice Mallier, Paul Buckley, Brent Droog, Alex Whyte, Jonothan Freisler | Indicado                      |
| 43º Prêmios Annie                           | Atuação de voz em um filme de animação   | Tom Kenny                                                               | Indicado                      |

## Em outras mídias

### Videogame
Um videogame com um enredo ambientado diretamente após o filme, publicado pela Activision, e intitulado SpongeBob HeroPants foi lançado em 3 de fevereiro de 2015 na América do Norte e em 26 de março de 2015 na Europa para Nintendo 3DS, PlayStation Vita (compatível com PlayStation TV) e Xbox 360. O jogo nas três plataformas recebeu críticas em sua maioria negativas, muitos apontam a jogabilidade sem inspiração, gráficos maçantes, design de níveis ruim, falhas, falta de polimento e que mal segue o enredo do filme.
Um jogo para celular intitulado The SpongeBob Movie Game: Sponge on the Run foi lançado em 22 de janeiro de 2015 para iOS e Android. É um jogo de corrida sem fim baseado no filme e apresenta vários mini-jogos.

## Sequência
Em 30 de abril de 2015, a Viacom anunciou que um terceiro filme de Bob Esponja Calça Quadrada estava em desenvolvimento. Em abril de 2018, Tibbitt foi substituído como diretor por Tim Hill e o subtítulo oficial do terceiro filme, It's a Wonderful Sponge, foi anunciado. A Paramount deu ao terceiro filme uma data de lançamento prevista para 7 de agosto de 2020 nos Estados Unidos. Em 22 de janeiro de 2019, foi confirmado que a produção do filme havia começado oficialmente. Em 12 de novembro de 2019, o título do filme foi alterado de seu título original, It's a Wonderful Sponge, para seu novo título, Sponge on the Run. O filme teve um lançamento nos cinemas do Canadá em 14 de agosto de 2020, com o lançamento do filme em vídeo sob demanda e no Paramount+ para os Estados Unidos em 4 de março de 2021.